# Aquila bullockensis
Aquila bullockensis — вимерлий вид великих справжніх орлів родини яструбових (Accipitridae). A. bullockensis пов'язаний із живим видом A. audax, якому він може бути предком. Вид відомий виключно з дистального кінця правої плечової кістки, знайденого в середньому міоцені (приблизно 12 млн. років), відкладення Буллок-Крік в Австралії. A. bullockensis є найстарішим підтвердженим записом про рід Aquila в Австралії та, можливо, у світі.